# Isopropylpalmitat
Isopropylpalmitat ist eine chemische Verbindung aus der Gruppe der Fettsäureester.

## Vorkommen

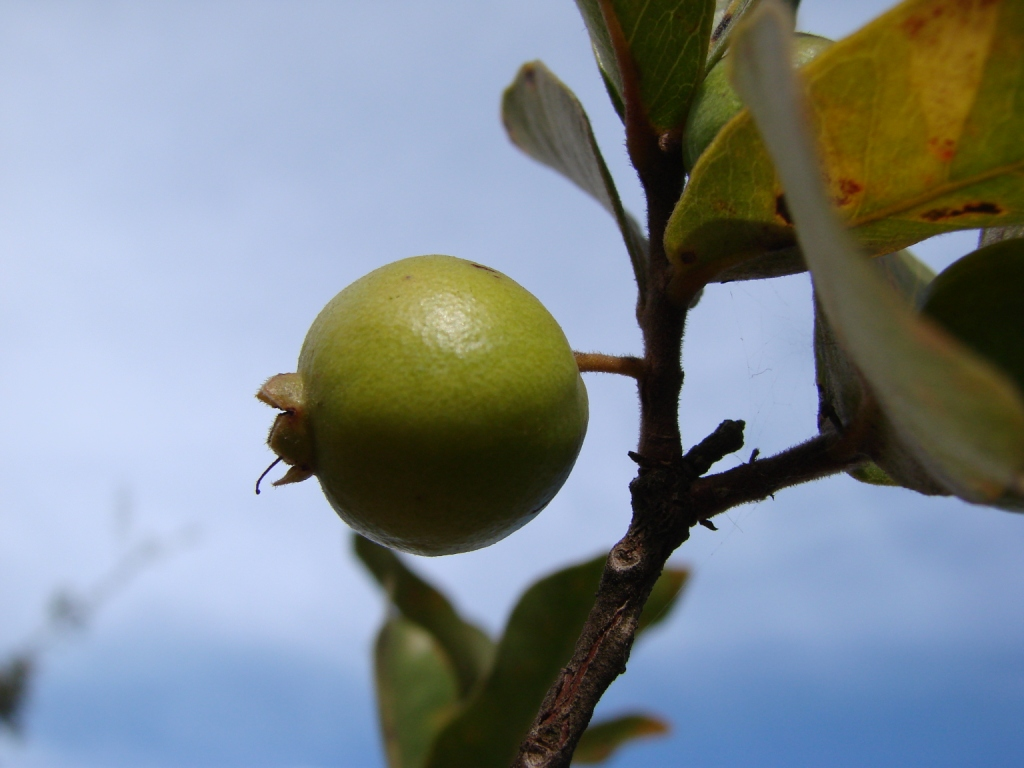
Frucht von Psidium salutare var. pohlianum einer Guaven-Art.

Isopropylpalmitat kommt natürlich in den Früchten von Psidium salutare und in gekochtem Buchweizenmehl vor.

## Gewinnung und Darstellung
Isopropylpalmitat kann durch Reaktion von Isopropanol mit Palmitinsäure gewonnen werden.

## Eigenschaften
Isopropylpalmitat ist eine brennbare, schwer entzündbare, farb- und geruchlose Flüssigkeit, die praktisch unlöslich in Wasser ist.

## Verwendung
Isopropylpalmitat ist ein Analogon von Isopropylmyristat und ein aliphatischer Ester, der in der Kosmetikindustrie als Lösungsmittel und Träger von Geruchsstoffen verwendet wird. Es wird auch als Schmiermittel in der Textilindustrie eingesetzt. Die Verbindung wird in Kosmetika zudem als Antistatikum, Bindemittel, Emolliens, Lösungsmittel und Hautpflegemittel eingesetzt. In höheren Konzentrationen ist eine komedogene Wirkung möglich.